# Ligne S8 des FGC
La ligne S8 est une des dix-huit lignes de train de banlieue de l'agglomération barcelonaise. Elle relie Barcelone à Martorell et dessert au total dix communes sur le tracé de la ligne Llobregat - Anoia.
Elle est exploitée par les Chemins de fer de la généralité de Catalogne (FGC).

## Historique
La ligne entre Plaça d'Espanya et Martorell reçoit le code S8 en 1999, à l'occasion de la fin de l'électrification du tronçon de Martorell à Igualada et du retrait du service des locomotives diesel. Elle puise ses origines dans la ligne du Nord-Ouest entre Barcelone et Martorell, ouverte en 1912. 

## Caractéristiques

### Ligne
La ligne parcourt les infrastructures de la ligne Llobregat - Anoia. Elle compte 22 stations, dont onze souterraines, et parcourt 30,25 km. Les rails sont à écartement métrique et la voie est double sur l'intégralité du trajet.
À partir de Plaça d'Espanya, elle dessert dix communes : Barcelone, L'Hospitalet de Llobregat, Cornellà de Llobregat, Sant Boi de Llobregat, Santa Coloma de Cervelló Sant Vicenç dels Horts, Pallejà, Sant Andreu de la Barca, Castellbisbal et Martorell, et partage son tracé avec la ligne L8 jusqu'à Molí Nou | Ciutat Cooperativa, la ligne S3 jusqu'à Can Ros, la ligne S9 jusqu'à Quatre Camins, et les lignes R5/50 et R6/60 jusqu'à son terminus de Martorell Enllaç.

## Exploitation

### Matériel roulant
La ligne est servie par les rames de série 213 des FGC.

Rame
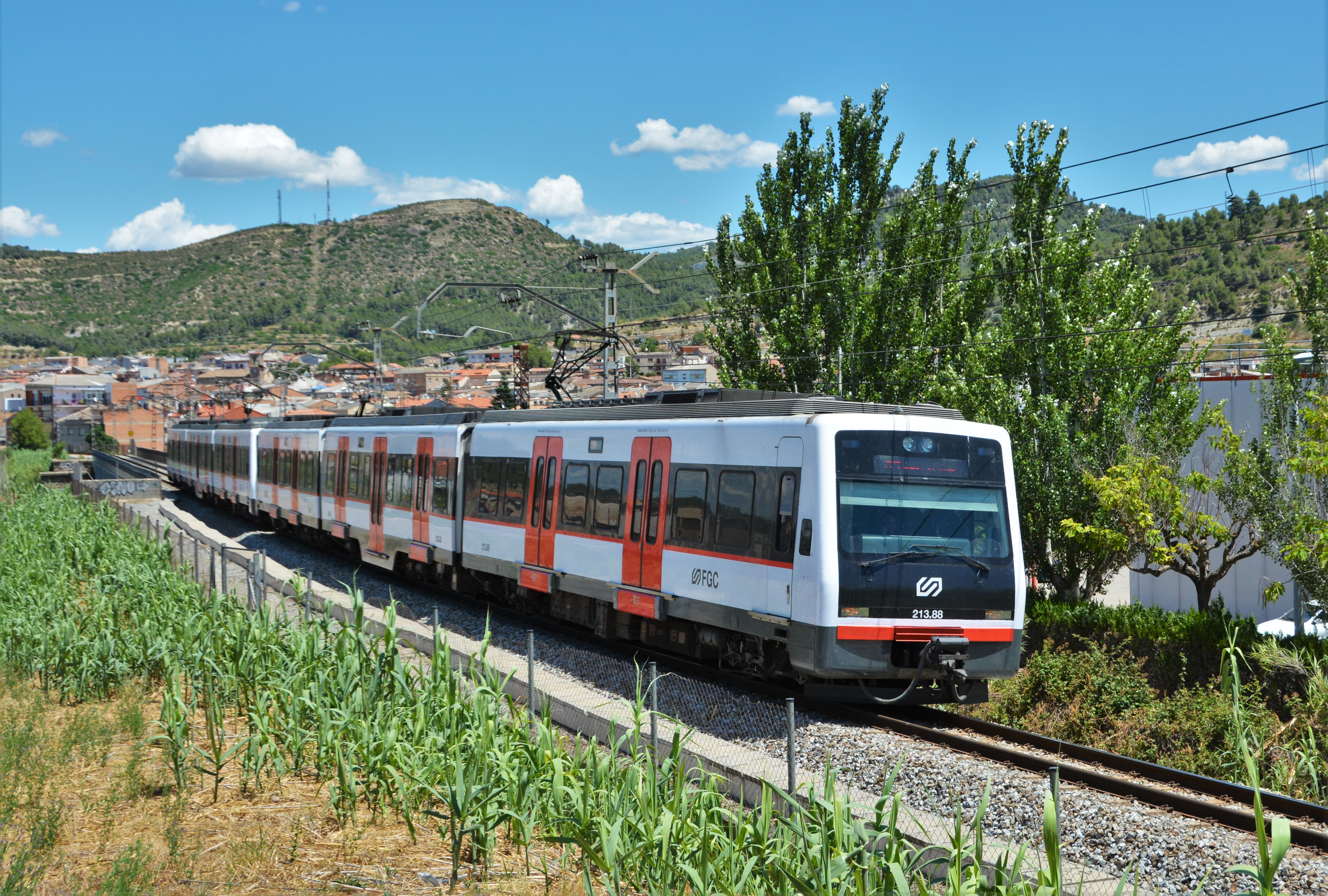
Série 213 sortant de Sant Vicenç de Castellet.